# Huaceae
Huaceae là danh pháp khoa học của một họ thực vật nhỏ chứa các loài cây gỗ nhỏ, bản địa của khu vực phía tây của vùng nhiệt đới châu Phi, bao gồm Cộng hòa Congo, Cộng hòa Dân chủ Congo, Gabon, Guinea Xích đạo, miền bắc Angola, miền nam Cameroon. Họ này hiện tại đã biết chỉ chứa 3-4 loài trong 2 chi là Hua và Afrostyrax. Các loài trong họ này là cây gỗ thường xanh với lá có 2 tầng. Chúng có mùi của tỏi.
Trong quá khứ, họ này có vị trí không chắc chắn trong một số hệ thống phân loại, được đặt trong bộ Cẩm quỳ (Malvales) hay bộ Sơ ri (Malpighiales) trên cơ sở hình thái học, như trong phân loại của Takhtadjan năm 1997 hay của Cronquist năm 1981, hoặc không đặt vào trong bộ nào nhưng vẫn thuộc nhánh Hoa hồng (rosids), như trong các hệ thống phân loại như APG năm 1998 và APG II năm 2003. Hệ thống APG III năm 2009 và hệ thống APG IV năm 2016 đặt nó trong phạm vi bộ Oxalidales.
Hua có các cánh hoa dạng móc dài với phiến hình khiên, bao phấn không nổi bật, một noãn, quả nang. Afrostyrax có các cánh hoa dạng trứng ngược, bao phấn có râu ở ngọn nứt ra từ đỉnh, quả hạch.
Họ Huaceae là thành viên của nhánh COM (Celastrales + Oxalidales + Malpighiales) trong Fabidae. Câu hỏi về Huaceae là nó nên được gộp trong một trong các thành viên của các bộ COM hay trong bộ của chính nó như là thành viên thứ tư của nhánh COM. Ba nghiên cứu chỉ ra rằng nó nên được đặt trong Oxalidales trong khi một nghiên cứu khác lại cho rằng không.

## Phân loại
Họ Huaceae gồm 2 chi được công nhận: Afrostyrax và Hua.

## Hình ảnh